# Lionel d'Aragon
Lionel d'Aragon foi um ator britânico da era do cinema mudo.

## Filmografia selecionada
- The Valley of Fear (1916)
- Little Women (1917)
- The Key of the World (1918)
- Pallard the Punter (1919)
- Guy Fawkes (1923)
- Lily of the Alley (1923)
- Curfew Must Not Ring Tonight (1923)
- The Virgin Queen (1923)
- The Loves of Mary, Queen of Scots (1923)
- The Fair Maid of Perth (1923)
- Mist in the Valley (1923)
- Adventurous Youth (1928)